# Deutsche Straßen-Radmeisterschaften 2006
Die 81. Deutschen Straßen-Radmeisterschaften 2006 fanden in Klingenthal mit dem Straßenrennen der Frauen (24. Juni) und Männer (25. Juni) sowie das Einzelzeitfahren der Frauen, Männer und Männer U23 (alle am 23. Juni) in Forst statt. Die Männer U23-Meisterschaft wurde am 28. Mai in Chemnitz ausgetragen.

## Einzelzeitfahren

### Frauen
| Platz | Athlet               | Zeit        |
| ----- | -------------------- | ----------- |
| 1     | Charlotte Becker     | 0.39.23 min |
| 2     | Madeleine Sandig     | 0.39.50 min |
| 3     | Ina-Yoko Teutenberg  | 0.40.05 min |
| 4     | Eva Lutz             | 0.40.23 min |
| 5     | Anke Wichmann        | 0.40.24 min |
| 6     | Alexandra Sontheimer | 0.40.27 min |
| 7     | Stephanie Pohl       | 0.40.29 min |
| 8     | Luise Keller         | 0.41.06 min |
| 9     | Bianca Knöpfle       | 0.41.15 min |
| 10    | Tina Liebig          | 0.41.26 min |
| 11    | Stephanie Gronow     | 0.41.31 min |
| 12    | Sabine Fischer       | 0.41.36 min |
| 13    | Birgit Söllner       | 0.41.37 min |
| 14    | Alexandra Nöhles     | 0.41.38 min |
| 15    | Sarah Düster         | 0.41.40 min |

Länge: 30 km

Start: Freitag, 23. Juni, 11:00 Uhr MESZ

Strecke: Start/Ziel Forst (Lausitz), Berliner Str. – August-Bebel-Str. – Euloer Straße – Spremberger Straße – Groß Jamno – Gosda – Dubrau – Kathlow – Wende Abzweig B115 – 122 zurück
Es kamen 70 Athleten ins Ziel.

### Männer
| Platz | Athlet                    | Zeit        |
| ----- | ------------------------- | ----------- |
| 1     | Sebastian Lang            | 0.46.06 min |
| 2     | Michael Rich              | 0.46.14 min |
| 3     | Jens Voigt                | 0.47.14 min |
| 4     | Christian Müller          | 0.47.49 min |
| 5     | Olaf Pollack              | 0.48.44 min |
| 6     | Andreas Ortner            | 0.48.50 min |
| 7     | Markus Eichler            | 0.49.03 min |
| 8     | Tobias Erler              | 0.49.07 min |
| 9     | Christoph von Kleinsorgen | 0.49.16 min |
| 10    | Robert Bartko             | 0.49.20 min |
| 11    | Martin Müller             | 0.49.37 min |
| 12    | Robert Bengsch            | 0.49.47 min |
| 13    | Henning Bommel            | 0.50.22 min |
| 14    | Karl-Christian König      | 0.50.24 min |
| 15    | Enrico Knobloch           | 0.51.09 min |

Länge: 40 km

Start: Freitag, 23. Juni, 14.30 Uhr MESZ

Strecke: Start Forst (Lausitz), Berliner Str. – August-Bebel-Str. – Euloer Straße – Spremberger Straße – Groß Jamno – Gosda – Dubrau – Kathlow – Wende Abzweig B115 – 122 zurück bis Kathlow rechts nach Sergen – Gablenz Wende zurück bis Kathlow rechts nach Dubrau – Groß Jamno – Forst, Spremberger Straße – Euloer Straße / August-Bebel-Straße – Berliner Straße Ziel
Es kamen 25 Athleten ins Ziel.

### Männer U23
| Platz | Athlet          | Zeit        |
| ----- | --------------- | ----------- |
| 1     | Tony Martin     | 0.47.41 min |
| 2     | Dominik Roels   | 0.48.42 min |
| 3     | Nikolai Schwarz | 0.49.24 min |
| 4     | Stefan Schäfer  | 0.49.32 min |
| 5     | Christian Leben | 0.49.40 min |
| 6     | Patrick Gretsch | 0.49.44 min |
| 7     | Michael Muck    | 0.49.53 min |
| 8     | Jörg Lehmann    | 0.49.54 min |
| 9     | Christian Kux   | 0.49.55 min |
| 10    | Philipp Seubert | 0.50.03 min |
| 11    | Frank Schulz    | 0.50.03 min |
| 12    | Michael Franzl  | 0.50.04 min |
| 13    | Kai Hliza       | 0.50.08 min |
| 14    | Wilhelm Herbst  | 0.50.13 min |
| 15    | Stephan Lägeler | 0.50.17 min |

Länge: 40 km

Start: Freitag, 23. Juni, 12.30 Uhr MESZ

Strecke: Start Forst (Lausitz), Berliner Str. – August-Bebel-Str. – Euloer Straße – Spremberger Straße – Groß Jamno – Gosda – Dubrau – Kathlow – Wende Abzweig B115 – 122 zurück bis Kathlow rechts nach Sergen – Gablenz Wende zurück bis Kathlow rechts nach Dubrau – Groß Jamno – Forst, Spremberger Straße – Euloer Straße / August-Bebel-Straße – Berliner Straße Ziel
Es kamen 106 Athleten ins Ziel.

## Straßenrennen

Logo des Straßenrennens

### Frauen
| Platz | Athlet              | Zeit        |
| ----- | ------------------- | ----------- |
| 1     | Claudia Häusler     | 3:20.30 min |
| 2     | Theresa Senff       | 3.21.50 min |
| 3     | Tina Liebig         | 3.21.50 min |
| 4     | Madeleine Sandig    | 3.22.38 min |
| 5     | Luise Keller        | 3.22.40 min |
| 6     | Birgit Söllner      | 3.23.27 min |
| 7     | Angela Brodtka      | 3.28.24 min |
| 8     | Charlotte Becker    | 3.28.24 min |
| 9     | Eva Lutz            | 3.28.24 min |
| 10    | Trixi Worrack       | 3.28.29 min |
| 11    | Ina-Yoko Teutenberg | 3.29.31 min |
| 12    | Tanja Hennes        | 3.29.31 min |
| 13    | Sarah Düster        | 3.29.32 min |
| 14    | Liane Bahler        | 3.29.32 min |
| 15    | Stephanie Pohl      | 3.29.33 min |

Länge: 118,00 km (4 Runden à 29,5 km)

Start: Samstag, 24. Juni, 13:00 Uhr MESZ, in Klingenthal

Strecke:
Bei den Frauen könnte Claudia Häusler vor Theresa Senff und Tina Liebig das Rennen gewinnen. Sie gewann nach 3:20.30 min. Es kam 60 Athleten ins Ziel.

### Männer
| Platz | Athlet              | Zeit        |
| ----- | ------------------- | ----------- |
| 1     | Dirk Müller         | 5.05.22 min |
| 2     | Matthias Kessler    | 5.06.31 min |
| 3     | Jens Voigt          | 5.06.36 min |
| 4     | Fabian Wegmann      | 5.10.05 min |
| 5     | Linus Gerdemann     | 5.10.05 min |
| 6     | Björn Schröder      | 5.11.48 min |
| 7     | Andreas Schillinger | 5.12.10 min |
| 8     | Robert Retschke     | 5.12.10 min |
| 9     | Christian Knees     | 5.12.11 min |
| 10    | Jörg Ludewig        | 5.12.25 min |
| 11    | Erik Zabel          | 5.12.29 min |
| 12    | Gerald Ciolek       | 5.12.29 min |
| 13    | Danilo Hondo        | 5.12.29 min |
| 14    | Philipp Mamos       | 5.12.29 min |
| 15    | Patrik Sinkewitz    | 5.12.42 min |

Länge: 206,5 km (7 Runden à 29,5 km)

Start: Sonntag, 25. Juni, in Klingenthal

Strecke:
Zum ersten Mal in seiner Karriere konnte Dirk Müller die Straßen-Radmeisterschaft gewinnen. Müller siegte nach 5:05,22 min vor Matthias Kessler und Jens Voigt. Es kamen 24 Athleten ins Ziel.

### Männer U23
| Platz | Athlet              | Zeit        |
| ----- | ------------------- | ----------- |
| 1     | Dominik Roels       | 4.20.42 min |
| 2     | Sebastian Frey      | 4.20.57 min |
| 3     | Sebastian Schwager  | 4.21.38 min |
| 4     | Christian Leben     | 4.22.36 min |
| 5     | Simon Geschke       | 4.23.32 min |
| 6     | Michael Muck        | 4.23.32 min |
| 7     | Alexander Gottfried | 4.23.34 min |
| 8     | Richard Geng        | 4.24.08 min |
| 9     | Rolf Hofbauer       | 4.24.08 min |
| 10    | Jörg Lehmann        | 4.24.08 min |
| 11    | Ingmar Dassler      | 4.24.11 min |
| 12    | Nico Graf           | 4.26.24 min |
| 13    | Finn Heitmann       | 4.26.54 min |
| 14    | Sebastian Paddags   | 4.26.54 min |
| 15    | Tim Klinger         | 4.26.54 min |

Länge: 163,8 km (13 Runden à 12,6 km)

Start: Sonntag, 28. Mai, 9:45 Uhr MESZ

Strecke: Start Chemnitz/Einsiedel – Dittersdorf – Kemtau –
Eibenberg – Berbisdorf – Chemnitz/Einsiedel Ziel